# Aulzhausen
Aulzhausen ist ein Gemeindeteil der Gemeinde Affing im Landkreis Aichach-Friedberg, der zum Wittelsbacher Land im Regierungsbezirk Schwaben in Bayern gehört.

## Geographie
Das Pfarrdorf Aulzhausen liegt an der Staatsstraße 2035 (Augsburg – Neuburg) und ist rund sechs Kilometer vom A 8-Autobahnanschluss Augsburg-Ost und vom Flugplatz Augsburg entfernt. Auf dem Fahrradweg sind es rund acht Kilometer nach Augsburg. Die höchste Erhebung in Aulzhausen ist der Nadelberg (516 m ü. NN). Südlich von Aulzhausen befindet sich eine ehemalige Sandgrube (⊙) (später Schuttgrube) aus der Sand für den Autobahnanschluss Augsburg-Ost abgebaut wurde.
In Aulzhausen entspringen zwei Bäche beim östlichen (⊙) und westlichen (⊙) Löschwasserteich, die sich zum Loderbach vereinigen (vgl. Loderstraße). Der Loderbach mündet südöstlich (⊙) der Salzbergkapelle in den Affinger Bach und dieser in die Friedberger Ach. Im Waldstück beim Loderbach wurden Hügelgräber gefunden. Zwei Burgställe (Burgstall Mühlhausen und Burgstall Miedering) befinden sich an der Lechleite in unmittelbarer Nachbarschaft von Aulzhausen.
Nachbarorte sind Affing im Nordosten, Gebenhofen im Norden, Anwalting im Nordwesten, Bergen im Südwesten und Miedering im Süden.

## Geschichte

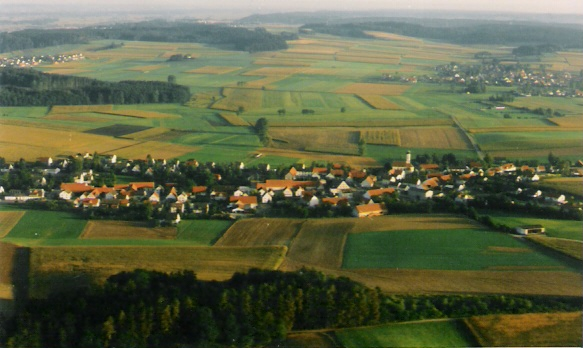
Aulzhausen (Südansicht)

Die älteste Nachricht über Aulzhausen stammt aus dem 12. Jahrhundert, als der Ort unter dem Namen „Owolbeshusen“ das erste Mal erscheint. Die Namensendung -hausen weist auf eine Ausbausiedlung hin (entstanden im 7. und 8. Jahrhundert). Um 1150 ist ein Odalricus de Owolbehusen Zeuge einer Besitzübertragung an das Kloster St. Ulrich und Afra in Augsburg. Drei weitere Urkunden aus dem 13. Jahrhundert legen nahe, dass der Ort zeitweilig diesem Kloster gehörte. Da sich nach 1335 (nach einem Rechtsstreit) kein weiterer Besitz für das Ulrichskloster urkundlich belegen lässt, scheint der Ort den klösterlichen Gütern entfremdet worden zu sein. Am 18. April 1464 zog Markgraf Albrecht von Brandenburg gegen die Orte Aulzhausen, Mühlhausen, Miedering, Anwalting und Gebenhofen, brannte sie nieder und zerstörte die Burgen in Mühlhausen und Miedering.
1687 kam der Ort Aulzhausen in den Besitz der Hofmark Affing. Im Ersten Weltkrieg fielen elf Soldaten aus Aulzhausen. Im Zweiten Weltkrieg gab es in Aulzhausen keine Zerstörungen, jedoch verloren 34 Männer an den Kriegsfronten ihr Leben. 1946 hatte Aulzhausen 28 landwirtschaftliche Anwesen, 36 bewohnbare Häuser, ein Wochenendhaus am Waldrand (wie heute noch) und 163 Einwohner. Zusätzlich kamen noch 129 Vertriebene in die Gemeinde und es wohnten Bombenkriegs-Flüchtlinge, heimatlose Soldaten, Dienstboten und Landarbeiter im Dorf. Im Januar 1957 wurde die neue Schule (ab 1970 Schützenheim) bezogen. In den Jahren zuvor besuchten die Kinder aus Aulzhausen, Mühlhausen, Bergen und Miedering die alte Schule an der Hauptstraße. Um 1958 wurden in Aulzhausen die Fluren bereinigt. Vor der Kreisreform gehörte die selbstständige Gemeinde Aulzhausen zum Landkreis Friedberg (FDB) und seit der Gemeindegebietsreform, die am 1. Mai 1978 in Kraft trat, gehört Aulzhausen zur Einheitsgemeinde Affing. Heute hat Aulzhausen rund 460 Einwohner mit bairisch-schwäbischem Dialekt.
Der Straßenname Zeilfeld (vgl. Zeilweg) stammt von Sei-Feld, denn früher waren auf diesem Feld bzw. auf dem heutigen Bolzplatz die Schweine (bayr. „Sei“) der Bauern eingepfercht. Wie in jedem Dorf hütete eine von der damaligen Gemeinde Aulzhausen bezahlter Gemeinde-Hirte die Schweine und ging mit ihnen durch Wald (Eicheln, Bucheckern, Kastanien) und Flur auf Futtersuche. Auch der Gemeinde-Eber versah u. a. auf diesem Gemeinde-Feld gegen Gebühr seinen Dienst. Der heutige Bolzplatz war früher auch der Ort der Körung (eine Art Zuchtschau mit Zuchtauswahl) für die Gemeinde-Bullen aus der Umgebung. Dabei wurden die Zuchttiere von ihren Haltern vorgeführt und von Zuchtverbands-Vertretern auf ihre weitere Zucht- und Natursprung-Tauglichkeit geprüft. Auf dem Zeilfeld wurde früher auch der Jaudus für die österliche Judas-Verbrennung aufgebaut und danach mit Pferdewagen zur Abbrandstelle gebracht.

## Sehenswürdigkeiten

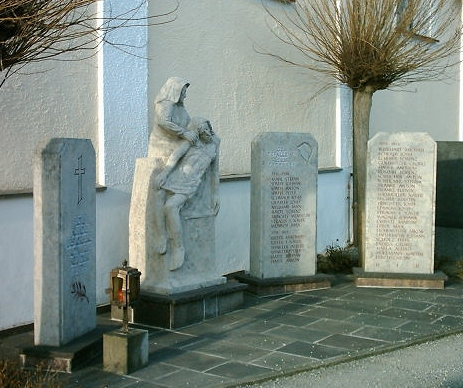
Krieger- und Friedens-Denkmal

- Katholische Pfarrkirche St. Laurentius und Elisabeth am Laurentiusplatz. Die barocke Kirche wurde von Pfarrer Michael Lingg von 1734 bis 1748 erbaut und 1748 durch Weihbischof Johann Jakob von Mayr aus Augsburg eingeweiht. Für die Innenausstattung der Kirche gelang es Pfarrer Lingg (1683–1752; vgl. Pfarrer-Lingg-Straße) namhafte Meister zu gewinnen wie z. B. Johann und Ignaz Finsterwalder (Stuck), den Asam-Schüler Christoph Thomas Scheffler (Fresken, Hochaltar-Gemälde), Dominikus Bergmüller aus Türkheim (Hochaltar), Johann Georg Bergmüller (Seitenaltarbilder) und Johann Georg Dieffenbrunner (Fresko unter der Empore). Der Kreuzweg (14 Leinwandbilder von Joseph Christ) kam erst gegen Ende der Amtszeit von Pfarrer Lingg um 1760 in die Kirche.
Seit 1. September 2013 gehört die Pfarrei St. Laurentius und Elisabeth der Pfarreiengemeinschaft Affing an.[3]
- Pfarrhaus mit Pfarrgarten – Im Jahr 2011 wurde diskutiert, den Laurentiusplatz zu einem Kirch- bzw. Dorfplatz umzugestalten und dafür einen Teil des Pfarrgartens zu verwenden.[4]
- Krieger- und Friedens-Denkmal (auf dem Friedhof)
- Deutsch-Polnisches Versöhnungskreuz und Friedens-Mahnmal (auf dem Friedhof)

## Bodendenkmäler
Siehe: Liste der Bodendenkmäler in Affing

## Partnerschaften

Mahnmal in Łobez

Partnerschaft der Kirchengemeinden Aulzhausen und Łobez (Erzbistum Stettin-Cammin / Woiwodschaft Westpommern / Polen), seit 1994
Im April 1993 bat der Aulzhausener Johannes Grabler die Gemeinde Affing, ein Versöhnungskreuz für den 1944 hingerichteten polnischen Zwangsarbeiter Michał Kwik aufstellen zu dürfen. Nachdem er damals in Łobez noch zwei lebende Schwestern des in Różaniec geborenen NS-Opfers ausmachen konnte, schmiedete er das Mahnmal und stellte es nach der Genehmigung durch den Affinger Gemeinderat im Friedhof von Aulzhausen auf. Gleichzeitig stellte er den Antrag für eine Gemeindepartnerschaft mit der Stadt Łobez, welche damals noch sehr skeptisch betrachtet wurde.
Durch die Errichtung des Deutsch-Polnischen Versöhnungskreuzes in Aulzhausen wurden so schon 1993 Kontakte mit der Pfarrgemeinde in der polnischen Kreisstadt Łobez (deutsch Labes) aufgenommen. Die Einweihung des Versöhnungskreuzes im Juni 1994 auf dem Aulzhauser Friedhof war auch der Ursprung der kommunalen Gemeindepartnerschaft zwischen Affing und Łobez 1997. Unabhängig davon wurde 1993 auch in Lobez aus Steinen des zerstörten Roland-Denkmals eine deutsch-polnische Toten-Gedenkstätte errichtet. Die Aulzhauser Kirchengemeinde hatte 1994 u. a. die Patenschaft für die Renovierung der Kirchenruine in Strzmiele, einem kleinen Dorf im Dekanat Łobez, übernommen. Als Zeichen der freundschaftlichen Verbundenheit und zum 10- bzw. 13-jährigen Partnerschaftsjubiläum wurde 2007 in beiden Kirchengemeinden das Bild von Maria Knotenlöserin angenommen.
Der polnische Generalkonsul des Generalkonsulats der Republik Polen in München besuchte zur Kranzniederlegung schon mehrmals das Mahnmal in Aulzhausen. 2013 besuchten polnische Jugendliche das Versöhnungskreuz.

## Sport und Freizeit
- Kinderspielplatz (Loderstraße – beim Schützenheim)
- Bolzplatz (Spielfeld: 20 m × 60 m / zwei Tore: 5 m × 2 m / Torwand / Basketballkorb // Zeilweg – beim Feuerwehrhaus)
- Rodelberg (etwa 150 m lang / mit kleiner Naturschanze // beim „Miederinger Berg“)
- Ski-Abfahrtsstrecke (etwa 250 m lang // beim „Schuttberg“ – ehemalige Müllkippe)
- Aulzhauser Weiher (Seeweg, Mühlhausen – ⊙); über 20 weitere Seen im Umkreis

## Vereine
- Freiwillige Feuerwehr Aulzhausen, (seit 1883); im Jahr 2008 feierte sie ihr 125-jähriges Jubiläum.[9] Die Patenschaft für das Fest übernahm die Freiwillige Feuerwehr Gebenhofen.[10] 2012 wurde das Feuerwehrhaus durch einen Glätteunfall so stark beschädigt, dass die Feuerwehr über Wochen nicht mehr einsatzfähig war.[11]
- Schützenverein Spielhahn Aulzhausen e. V.[12], (seit 1961); 2011 feierte der Verein sein 50-jähriges Jubiläum.[13][14][15]
- Burschenverein Mühlhausen-Aulzhausen (seit 1947, Neugründung 1994)
- Soldaten- und Kameradenverein Mühlhausen-Aulzhausen e. V., (seit 1895, Neugründung 1958); Der Verein kümmert sich u. a. um die Pflege und Instandsetzung der Kriegerdenkmäler in Aulzhausen und Mühlhausen.
- Kirchenchor Anwalting-Aulzhausen
- Jagdgenossenschaft Aulzhausen

## Persönlichkeiten

Pfarrer Michael Lingg

- Michael Lingg (1683–1762; von 1721 bis 1762 Pfarrer in Aulzhausen), Pfarrer Lingg organisierte Finanzierung und Bau der Pfarrkirche (1734 bis 1748). 1762 gründete er eine Schulstiftung in Aulzhausen. Die Pfarrer-Lingg-Straße in Aulzhausen ist nach ihm benannt.